# 大溝しいな
大溝 しいな（おおみぞ しいな、1992年6月4日 -）は千葉県出身のタレント、グラビアアイドル。よしもとグラビアエージェンシー所属の元第5期メンバー。

## 人物
- 趣味：音楽鑑賞、買い物、歌
- 特技：料理、毛筆
- 犬を飼っており、犬種はグレートピレネーズの雌犬で名前はメロディー。ライブ会場やブログなど多々登場してアイドリング!!!やももクロ他のアイドルグループメンバー等に最も触れ合った犬だが、実は妹りるちゃんが自分で選び、りるちゃんの誕生日にプレゼントされたりるちゃんの犬である。

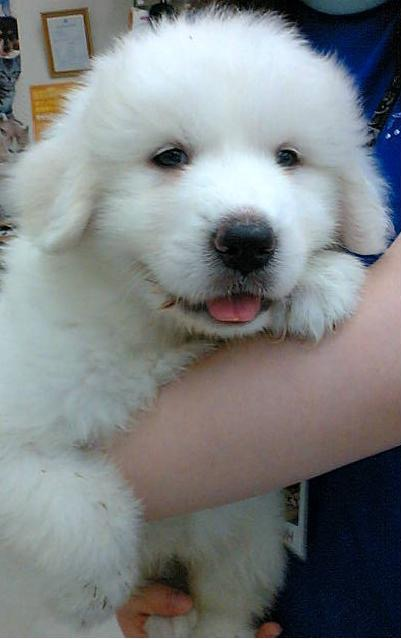

（メロ）
- TVアニメ 銀魂 のファン [2]

## 来歴
- 2010年05月29日 - YGA　新メンバー最終オーディションで合格し、YGA5期生として加入

## 活動
※YGAとしての活動は除く
- YGAとしての活動はよしもとグラビアエージェンシーを参照